# Tilman Bacon Parks

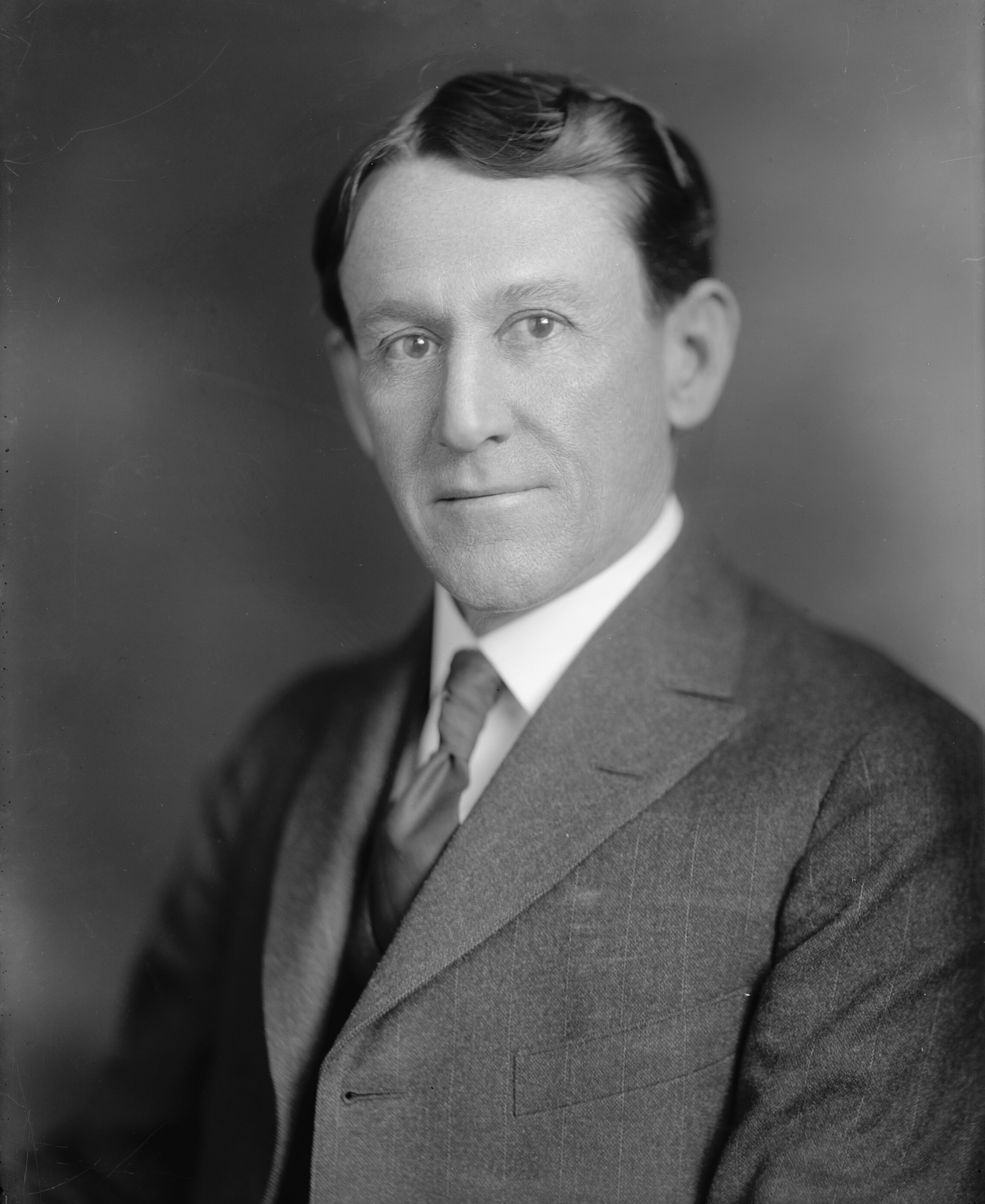
Tilman Bacon Parks (1905)

Tilman Bacon Parks (* 14. Mai 1872 bei Lewisville, Lafayette County, Arkansas; † 12. Februar 1950 in Washington, D.C.) war ein US-amerikanischer Politiker. Zwischen 1921 und 1937 vertrat er den siebten Wahlbezirk des Bundesstaates Arkansas im US-Repräsentantenhaus.

## Werdegang
Tilman Parks besuchte die öffentlichen Schulen seiner Heimat sowie später die University of Texas in Austin und die University of Virginia in Charlottesville. Nach einem Jurastudium und seiner im Jahr 1900 erfolgten Zulassung als Rechtsanwalt begann er in Lewisville in seinem neuen Beruf zu arbeiten.
Parks war Mitglied der Demokratischen Partei. In den Jahren 1901, 1903 und 1909 wurde er in das Repräsentantenhaus von Arkansas gewählt. 1910 war er zeitweise Vorsitzender des Parteitags der Demokraten in Arkansas. Zwischen 1914 und 1918 war er Staatsanwalt im achten Gerichtsbezirk von Arkansas. Nach einem Umzug nach Hope arbeitete er dort als Anwalt.
1920 wurde Parks in das US-Repräsentantenhaus in Washington, D.C. gewählt, wo er am 4. März 1921 die Nachfolge von William S. Goodwin antrat. Nachdem er bei den folgenden sieben Kongresswahlen in diesem Amt bestätigt wurde, konnte er sein Mandat im Kongress bis zum 3. Januar 1937 ausüben. Für die Wahlen des Jahres 1936 wurde Parks von seiner Partei nicht mehr nominiert. Nach seinem Ausscheiden aus dem Kongress arbeitete er wieder als Rechtsanwalt. Er starb im Februar 1950 in der Bundeshauptstadt Washington und wurde auf dem Kongressfriedhof beigesetzt.